# Xavier de Merode
Pour les articles homonymes, voir Merode.
 (novembre 2019).
Si vous disposez d'ouvrages ou d'articles de référence ou si vous connaissez des sites web de qualité traitant du thème abordé ici, merci de compléter l'article en donnant les références utiles à sa vérifiabilité et en les liant à la section « Notes et références ».
Frédéric François Xavier Ghislain de Merode, né à Bruxelles le 26 mars 1820 et décédé à Rome le 11 juillet 1874, est un officier militaire, devenu archevêque et prélat domestique de Pie IX, pro-ministre aux armées des États pontificaux.

## Biographie
Il est le fils du comte Félix de Mérode (1791-1857) et de Rosalie de Grammont (1793-1823), d'une famille de vieille noblesse allemande, belge et française. Par ses alliances, il est le beau-frère de Montalembert et le petit-neveu de La Fayette.

### La carrière des armes
Éduqué au collège jésuite de Namur puis chez les oratoriens de Juilly, il entre en 1839 à l'Académie militaire de Bruxelles. En 1844, attiré par la carrière des armes, il obtient de devenir attaché étranger à l'état-major particulier du général Thomas-Robert Bugeaud en Algérie et se fait suffisamment remarquer en petite Kabylie et dans l'Aurès pour obtenir la Légion d'honneur. Il fait alors la connaissance de Louis Christophe Léon Juchault de la Moricière. À la fin de l'année 1845 il rentre en Belgique avec le rang de lieutenant.

### Carrière religieuse
En décembre [847, il démissionne brusquement, peut-être à la suite d’un duel, et s'inscrit au Collège romain parce qu’il veut devenir prêtre. Il réside au collège des séminaristes belges récemment ouvert.[réf. nécessaire] En 1848, il assiste au départ en exil du pape Pie IX, obligé de fuir sa capitale envahie par les révolutionnaires de Garibaldi. Ordonné prêtre, 
Victor Palme, le camérier secret du pape, ayant été assassiné, Xavier est appelé à lui succéder alors qu’il exerce la fonction d’aumônier à la caserne de Viterbe. En 1850, Pie IX le nomme camérier secret et directeur des prisons pontificales. Il contribue activement à la réorganisation et modernisation de l'administration des états pontificaux après que les troupes françaises ont rétabli l'ordre public dans la ville.
Il est convaincu cependant que le pape peut et doit se défendre seul sans être indéfiniment dépendant de la France. Il persuade Pie IX de réorganiser son armée. Pour renforcer Merode face au secrétaire d'État, le cardinal Giacomo Antonelli, le pape nomme Merode pro-ministre aux armées des États pontificaux.
En 1859, il devient chanoine de la basilique Saint-Pierre de Rome.
On le retrouve en Belgique pour l'inauguration (1862) et la bénédiction de l'église Notre-Dame d’Argenteuil, église en fer, fondée par le comte (+ en 1861) et la comtesse Ferdinand de Meeûs à Ohain (Belgique) en Brabant wallon.
Aidé par le général La Moricière, il met sur pied, en quatre mois seulement, un corps d’armée de 18 000 hommes, les zouaves pontificaux.
Après la défaite de Castelfidardo face aux troupes piémontaises, Merode continue à mener à bien la réorganisation de l'armée pontificale mais revient aussi à des occupations civiles, faisant bâtir par exemple le campo pretoriano à ses frais,[réf. nécessaire] percer de nouvelles rues ou dégager les alentours de Sainte-Marie-des-Anges. Son œuvre d'urbanisme était admirée par Haussmann. En octobre 1865, il est déchargé de son portefeuille par Pie IX, cédant aux pressions venant de l’intérieur (le cardinal Antonelli) et de l’extérieur.
Redevenu simple camérier, il est cependant rapidement promu, nommé archevêque de Mélitène (de) (in partibus) le 22 juin 1866,. Entre 1865 et 1870, il est très actif dans le domaine caritatif, comme éducatif. Aumônier général, il a comme rôle de distribuer les aumônes pontificales et de confirmer les enfants en danger de mort. Il se consacre à l’institut agricole de la Vigna Pia, destiné à la formation professionnelle des orphelins, à l’asile des Zoccolette, pour les filles pauvres, confiée aux sœurs de Saint Vincent de Paul. Il participe à la rénovation urbaine de la ville éternelle.
Au concile Vatican I, il se montre d'abord hostile au dogme de l'infaillibilité pontificale,ce qui lui vaut des ennuis de la part des ultramontains. Il sort humilié mais blanchi des accusations qu'on lui porte. En tout cas, il garde l'estime de Pie IX, qu'il accompagne dans son exil volontaire au Vatican, à la suite de la prise de Rome par les troupes piémontaises (1870).
Merode contracte une broncho-pneumonie au cours d'une visite aux catacombes de Sainte Domitille en juin 1874. Le 5 juillet 1874, il écrit à son frère qu'il se sent mieux, mais rapidement le mal s'aggrave.[réf. nécessaire] Le 11 juillet, il meurt dans les bras du pape dont il avait été un fidèle serviteur. Louis Veuillot écrivit : « Personne ne l'a mieux connu que Pie IX, et il est probable que personne ne l'a autant aimé ».[réf. nécessaire]
Il est enterré au cimetière teutonique de Rome.